# Herta Fey
Herta Erna Fey (* 4. März 1913 in Leipzig als Hertha Erna Wunder; † 28. Januar 1992 ebenda) war eine deutsche Schwimmerin.

## Biografie
Herta Fey belegte bei den Olympischen Sommerspielen 1928 in Amsterdam mit der deutschen Staffel über 4 × 100 m Freistil den vierten Platz. Nach den Spielen stellte sie über 500 m Brust 1930 (8:40,8 min) und 1931 (8:32,0 min) zwei Weltrekorde auf. Fey arbeitete als Kauffrau und später als Schwimmtrainerin. 1934 heiratete sie den Wasserballspieler Robert Fey (* 1911).